# Río Alet
El río Alet es un río del sudoeste de Francia. Nace en los Pirineos, en el departamento de Ariège, cerca de la frontera con España, y desemboca en el Salat.
- Datos: Q621433
- Multimedia: Rivière Alet / Q621433